# Le Thil
Cet article possède un paronyme, voir Le Thuit.
Pour les articles homonymes, voir Thil.
Le Thil est une commune française située dans le département de l'Eure, en région Normandie.

## Géographie

### Hydrographie
La commune est située dans le bassin Seine-Normandie. Elle n'est drainée par aucun cours d'eau,.

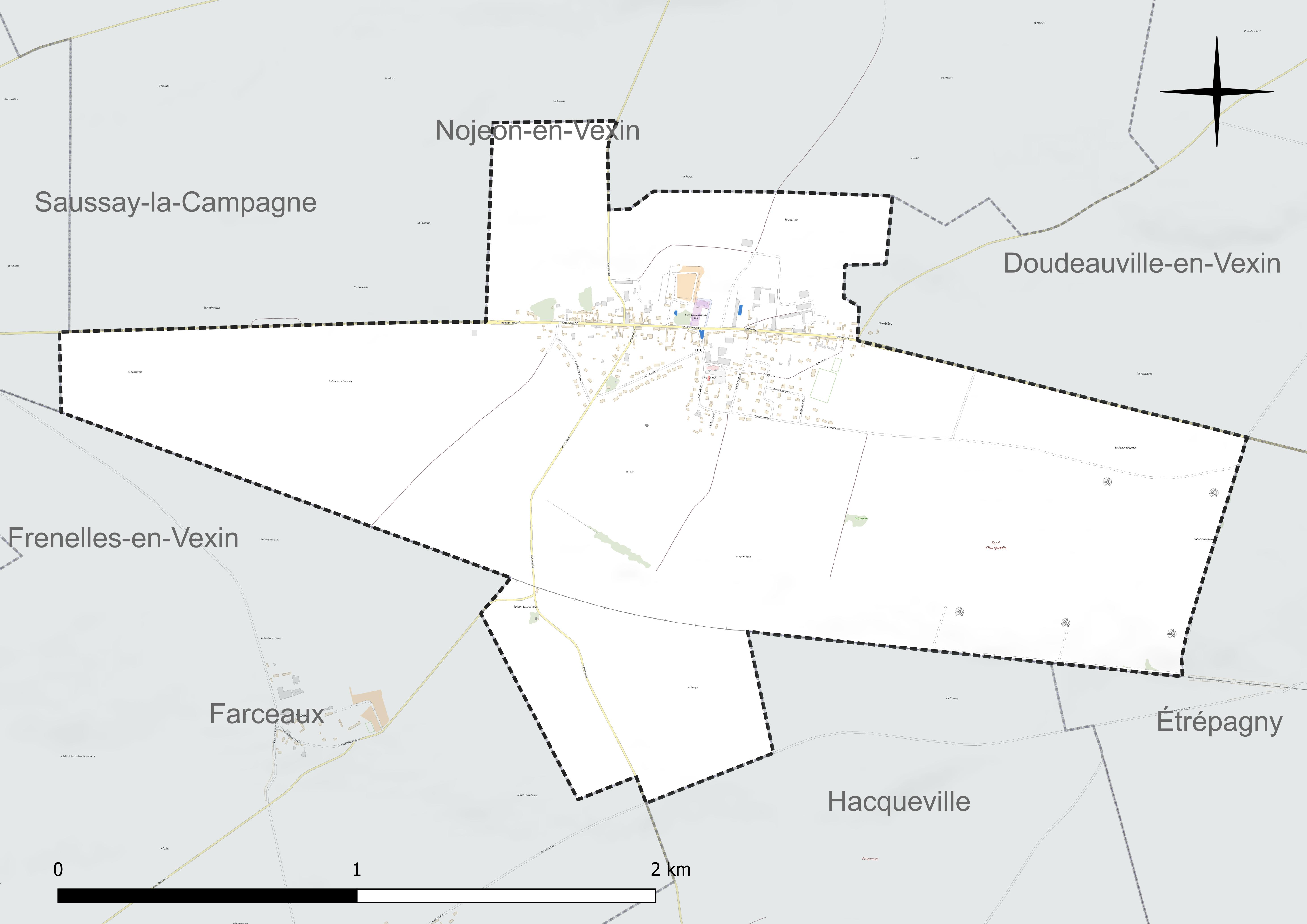
Réseau hydrographique du Thil.

### Climat
Pour des articles plus généraux, voir Climat de la Normandie et Climat de l'Eure.
En 2010, le climat de la commune est de type climat océanique dégradé des plaines du Centre et du Nord, selon une étude du CNRS s'appuyant sur une série de données couvrant la période 1971-2000. En 2020, Météo-France publie une typologie des climats de la France métropolitaine dans laquelle la commune est exposée à un climat océanique et est dans la région climatique  Côtes de la Manche orientale, caractérisée par un faible ensoleillement (1 550 h/an) ; forte humidité de l’air (plus de 20 h/jour avec humidité relative > 80 % en hiver), vents forts fréquents. Parallèlement le GIEC normand, un groupe régional d’experts sur le climat, différencie quant à lui, dans une étude de 2020, trois grands types de climats pour la région Normandie, nuancés à une échelle plus fine par les facteurs géographiques locaux. La commune est, selon ce zonage, exposée à un « climat des plateaux abrités », correspondant aux plaines agricoles de l’Eure, avec une pluviométrie beaucoup plus faible que dans la plaine de Caen en raison du double effet d’abri provoqué par les collines du Bocage normand et par celles qui s’étendent sur un axe du Pays d'Auge au Perche.
Pour la période 1971-2000, la température annuelle moyenne est de 10,7 °C, avec  une amplitude thermique annuelle de 14,5 °C. Le cumul annuel moyen de précipitations est de 743 mm, avec 11,8 jours de précipitations en janvier et 7,9 jours en juillet. Pour la période 1991-2020, la température moyenne annuelle observée sur la station météorologique la plus proche, située sur la commune d'Étrépagny à 4 km à vol d'oiseau, est de 11,3 °C et le cumul annuel moyen de précipitations est de 774,0 mm,. Pour l'avenir, les paramètres climatiques de la commune estimés pour 2050 selon différents scénarios d’émission de gaz à effet de serre sont consultables sur un site dédié publié par Météo-France en novembre 2022.

## Urbanisme

### Typologie
Au 1er janvier 2024, Le Thil est catégorisée commune rurale à habitat dispersé, selon la nouvelle grille communale de densité à 7 niveaux définie par l'Insee en 2022.
Elle est située hors unité urbaine. Par ailleurs la commune fait partie de l'aire d'attraction de Paris, dont elle est une commune de la couronne,. 

### Occupation des sols
L'occupation des sols de la commune, telle qu'elle ressort de la base de données européenne d’occupation biophysique des sols Corine Land Cover (CLC), est marquée par l'importance des territoires agricoles (90,7 % en 2018), en diminution par rapport à 1990 (94,1 %). La répartition détaillée en 2018 est la suivante : 
terres arables (90,7 %), zones urbanisées (9,3 %). L'évolution de l’occupation des sols de la commune et de ses infrastructures peut être observée sur les différentes représentations cartographiques du territoire : la carte de Cassini (XVIIIe siècle), la carte d'état-major (1820-1866) et les cartes ou photos aériennes de l'IGN pour la période actuelle (1950 à aujourd'hui).

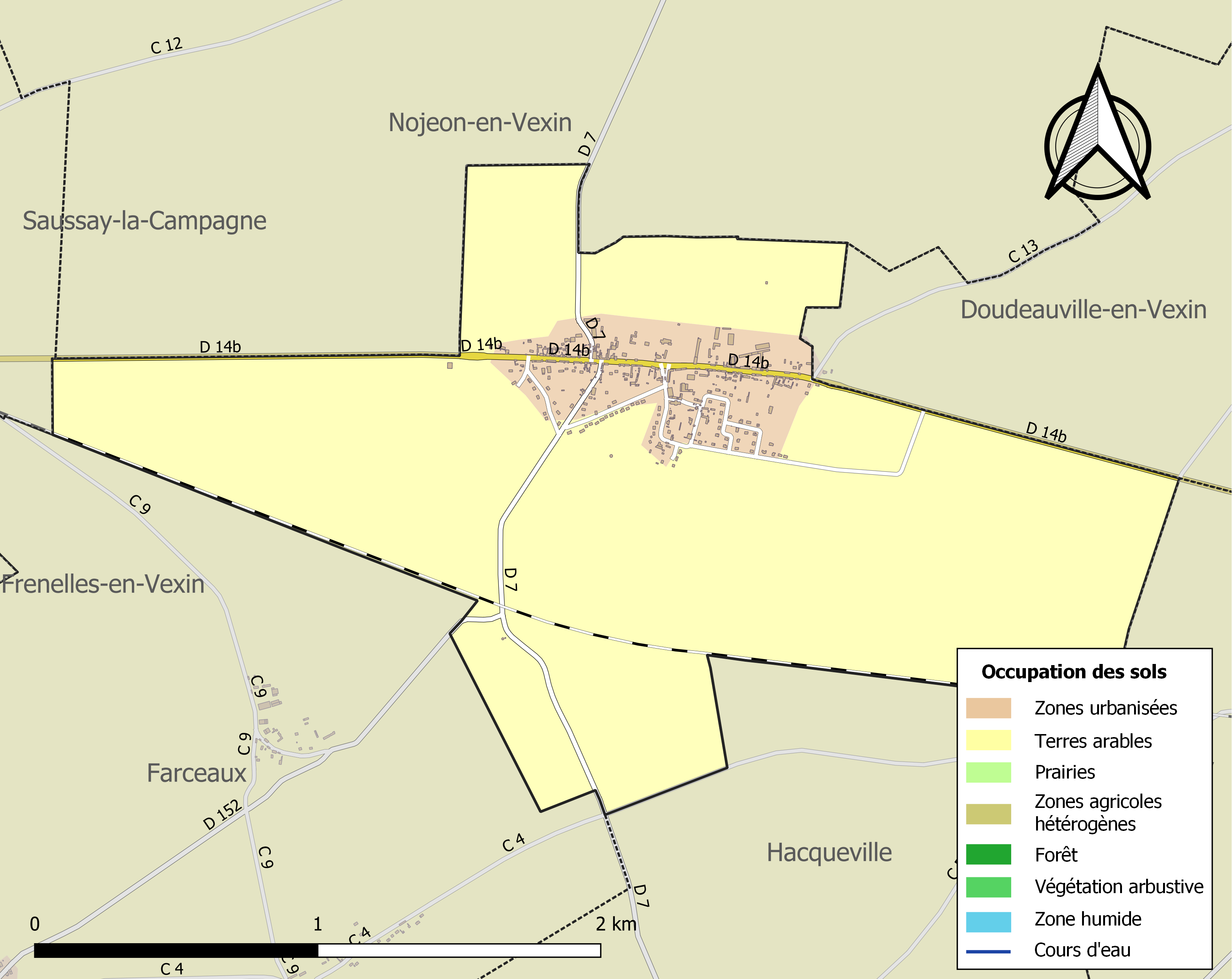
Carte des infrastructures et de l'occupation des sols de la commune en 2018 (CLC).

## Toponymie
Le nom de la localité est attesté sous les formes Tilia in Velgessino au XIIIe siècle, Theliolum en 1233, Til en Veuquecin le Normant en 1400 (archives nationales), Le Thil lez Estrepagny en 1579 (Philippe d'Alcripe),Thil-en-Vexin en 1828 (Louis Du Bois).
De l'oïl teil / til (« tileul »). Le toponyme est abondamment répandu en France. En Normandie, il est usuel sous les formes le T[h]eil ou le Thil.
Il est vraisemblable que des tilleuls ornaient souvent le centre des villages.

## Histoire
La seigneurie du Thil est acquise le 8 avril 1526 par le sieur Guillaume Jubert seigneur de Vesly en Vexin conseiller au parlement de Rouen, fils de Guillaume Jubert, lieutenant général au bailliage de Gisors et de Catherine Daniel La terre est érigée en marquisat en mars 1655 au profit du descendant Jacques Jubert III. Par la suite, Élisabeth Olympe Jubert du Thil se marie à un membre de la famille de Chastellux, César-François.
…
En septembre 1914, un commando allemand chargé de faire sauter le pont d'Oissel, traversa le village, à bord de véhicules à moteur. 

### Héraldique
| Armes du Thil | Ces armes peuvent se blasonner ainsi aujourd’hui : d'argent à la croix fleurdelysée d'azur, chargée d'un fer de lance d'or, au chef aussi d'azur chargé d'un fer à cheval du champ clouté de sable, accompagné de deux merlettes affrontées aussi d'or. |

## Politique et administration
| Période                                  | Période  | Identité          | Étiquette | Qualité |
| ---------------------------------------- | -------- | ----------------- | --------- | ------- |
|                                          | 2014     | Bernard Personnat |           | Cadre   |
| 2014                                     | En cours | Frédéric Muller   | SE        | Cadre   |
| Les données manquantes sont à compléter. |          |                   |           |         |

## Démographie
L'évolution du nombre d'habitants est connue à travers les recensements de la population effectués dans la commune depuis 1793. Pour les communes de moins de 10 000 habitants, une enquête de recensement portant sur toute la population est réalisée tous les cinq ans, les populations de référence des années intermédiaires étant quant à elles estimées par interpolation ou extrapolation. Pour la commune, le premier recensement exhaustif entrant dans le cadre du nouveau dispositif a été réalisé en 2008.

En 2022, la commune comptait 594 habitants, en évolution de +15,12 % par rapport à 2016 (Eure : −0,25 %, France hors Mayotte : +2,11 %).
| 1793 | 1800 | 1806 | 1821 | 1831 | 1836 | 1841 | 1846 | 1851 |
| ---- | ---- | ---- | ---- | ---- | ---- | ---- | ---- | ---- |
| 344  | 338  | 321  | 362  | 376  | 342  | 336  | 341  | 309  |

| 1856 | 1861 | 1866 | 1872 | 1876 | 1881 | 1886 | 1891 | 1896 |
| ---- | ---- | ---- | ---- | ---- | ---- | ---- | ---- | ---- |
| 300  | 307  | 302  | 298  | 284  | 271  | 253  | 243  | 250  |

| 1901 | 1906 | 1911 | 1921 | 1926 | 1931 | 1936 | 1946 | 1954 |
| ---- | ---- | ---- | ---- | ---- | ---- | ---- | ---- | ---- |
| 241  | 237  | 251  | 247  | 256  | 256  | 255  | 284  | 258  |

| 1962 | 1968 | 1975 | 1982 | 1990 | 1999 | 2006 | 2008 | 2013 |
| ---- | ---- | ---- | ---- | ---- | ---- | ---- | ---- | ---- |
| 274  | 294  | 246  | 215  | 199  | 308  | 382  | 406  | 480  |

| 2018 | 2022 | - | - | - | - | - | - | - |
| ---- | ---- | - | - | - | - | - | - | - |
| 562  | 594  | - | - | - | - | - | - | - |

## Lieux et monuments
- Château du Thil[22] : le château a brûlé au XIXe siècle. Subsistent des vestiges d'un colombier et le portail. Joseph-Abel Couture y est intervenu.
- Église Notre-Dame[23]
- Relais de poste[24]